# خوراکرتی وانک
خوراکرتی وانک (ارمنی: եկեղեցի؛ انگلیسی: Khorakerti Vank) یک صومعه متعلق به کلیسای حواری ارمنی واقع در شهر جیلیزا، استان لوری ارمنستان می‌باشد. ساخت و ساز این ساختمان در سال میلادی؛ به پایان رسید. این بنا به سبک معماری ارمنی طراحی شده است.

## نگارخانه

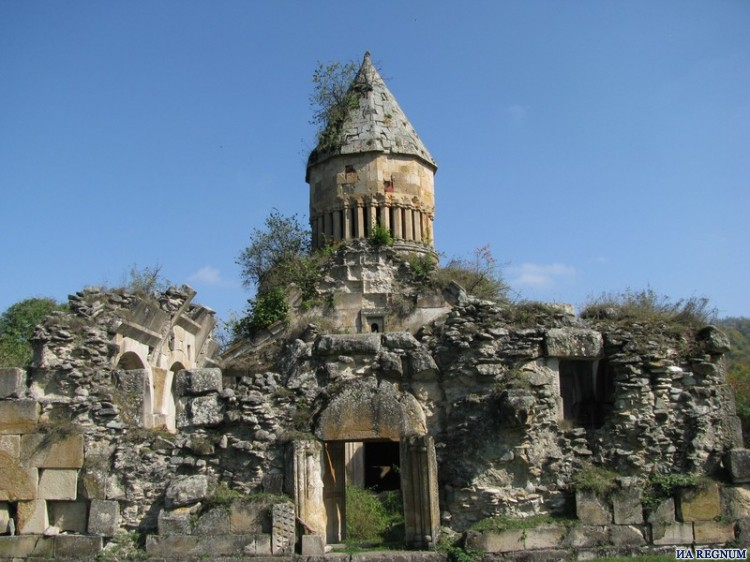
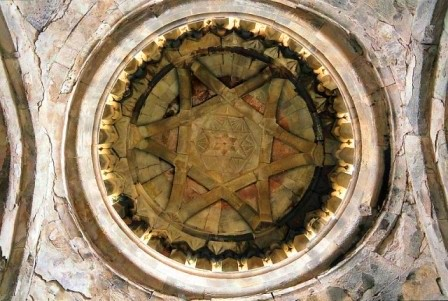
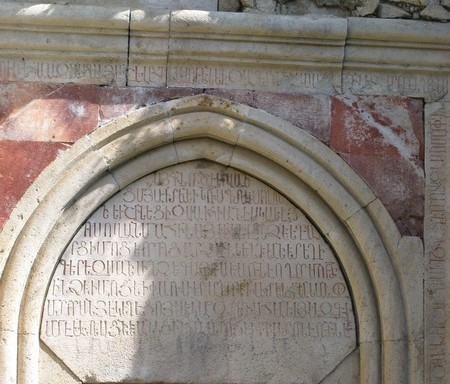
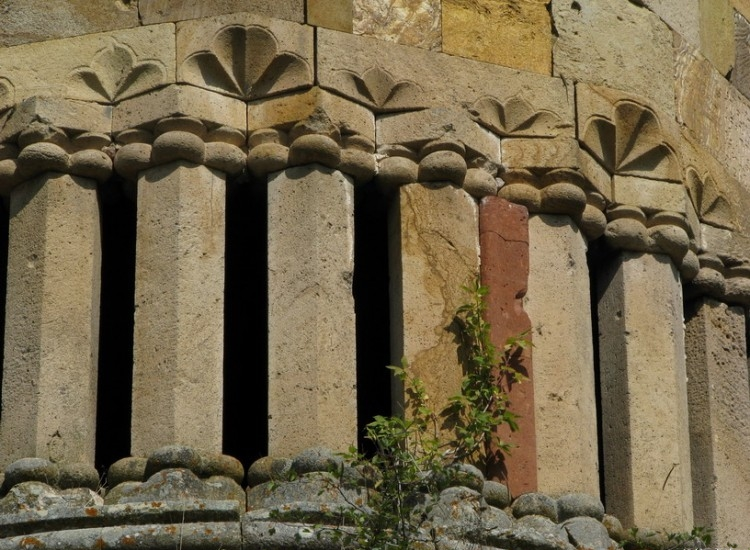